# لانه‌کن دم‌مسی
لانه‌کن دم‌مسی (نام علمی: Trogon ambiguus) نام یک گونه از سرده لانه‌کن‌های اصلی است.